# Atercrazia
L'atercrazia (dal greco antico: ἄτερ, ater,«senza» e κράτος, krátos, «potere» o «governo»; in francese atercratie) è un'organizzazione sociale che propone la trasformazione dei governi in amministrazioni di iniziativa temporanea, che sovrintendano agli interessi generali.

## Descrizione
L'atercrazia è stata concepita sulla scia della filosofia di Pierre-Joseph Proudhon e Pierre Leoux, dal filosofo francese, Claude Pelletier. Essa promuove le idee anarchiche evitando, però, lo stigma associato al termine "anarchia".